# Palicourea thermydri
Palicourea thermydri är en måreväxtart som beskrevs av Joseph Harold Kirkbride. Palicourea thermydri ingår i släktet Palicourea och familjen måreväxter.
Artens utbredningsområde är Colombia. Inga underarter finns listade i Catalogue of Life.